# Вілька-Садівська
Вілька-Садівська — село в Україні, у Затурцівській сільській громаді Володимирського району Волинської області. Населення становить 113 осіб.

## Історія
У 1906 році село Киселинської волості Володимир-Волинського повіту Волинської губернії. Відстань від повітового міста 38 верст, від волості 9. Дворів 33, мешканців 252.
До 28 вересня 2017 року село підпорядковувалось Затурцівській сільській раді Локачинського району Волинської області.
Після ліквідації Локачинського району 19 липня 2020 року село увійшло до Володимир-Волинського району.

## Населення
Згідно з переписом УРСР 1989 року чисельність наявного населення села становила 151 особа, з яких 67 чоловіків та 84 жінки.
За переписом населення України 2001 року в селі мешкало 113 осіб.

### Мова
Розподіл населення за рідною мовою за даними перепису 2001 року:
| Мова       | Кількість | Відсоток |
| ---------- | --------- | -------- |
| українська | 112       | 99.12%   |
| російська  | 1         | 0.88%    |
| Усього     | 113       | 100%     |